# Komiliton

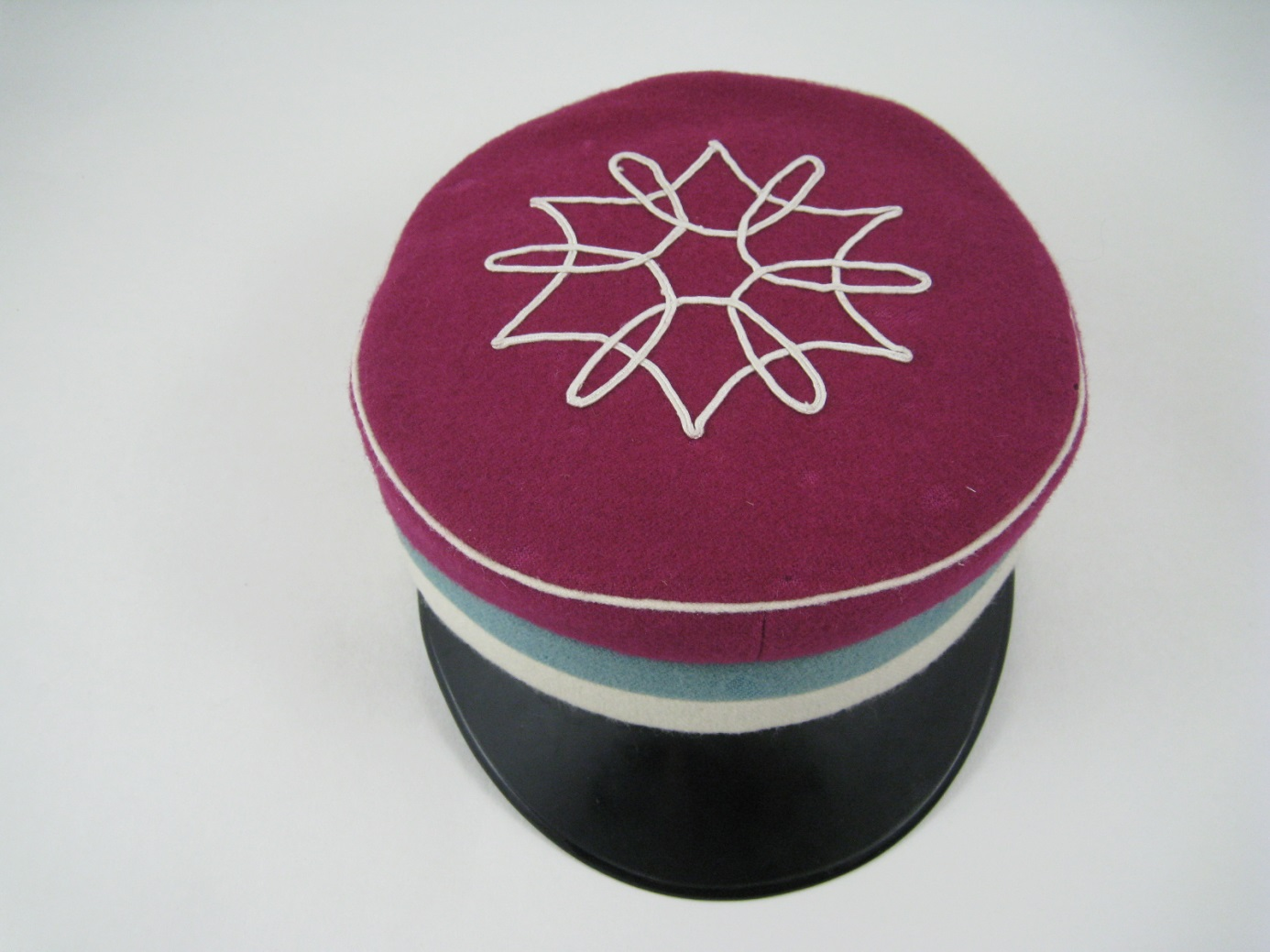
Trójbarwny dekiel korporacji akademickiej Konwent Polonia przysługujący barwiarzom i komilitonom (zbiory Muzeum Uniwersytetu w Tartu)

Komiliton (z łac. commilitonis, „towarzysz w wojsku”, „kamrat”) – w języku polskim przestarzałe określenie oznaczające towarzysza broni, kolegę, zwłaszcza uniwersyteckiego. W korporacjach akademickich zwrot grzecznościowy stosowany w relacjach między korporantami lub jedna z kategorii członków korporacji.

## Komilitoni w korporacjach akademickich
W tzw. modelu dorpackim, przyjętym m.in. w korporacji Konwent Polonia i złożonym z trzech stopni, komiliton oznacza pełnoprawnego członka stowarzyszenia; w modelu tym jest to ranga wyższa od barwiarza, który w tzw. modelu ryskim, dwustopniowym, oznacza członka rzeczywistego.
W Konwencie Polonia komilitoni mają pełne, bierne i czynne, prawo wyborcze oraz prawo głosu we wszystkich głosowaniach. Komilitoni i barwiarze noszą trójbarwną bandę w barwach Konwentu – amarantowo-błękitno-białą – i trójbarwny dekiel (niepełnoprawni członkowie, fuksy, noszą bandy i dekle jednobarwne, granatowe).
W korporacji akademickiej Aquilonia fuks zostaje komilitonem po zdaniu egzaminu barwierskiego i złożeniu przysięgi, po czym uzyskuje prawa, w tym dostęp do tajemnic koła, oraz ma szczególne powinności wobec korporacji.
W korporacji Jagiellonia, która również przyjęła trójstopniowy model dorpacki, odpowiednikiem komilitona jest tzw. „semestrant”.
Po ukończeniu studiów wyższych i uzyskaniu dyplomu komilitoni przechodzą w stan spoczynku, stając się filistrami utrzymującymi kontakt z macierzystą korporacją.